# Зауральський
Зауральський (рос. Зауральский) — робітниче селище у Єманжелинському районі Челябінської області Російської Федерації.
Входить до складу муніципального утворення Зауральське міське поселення. Населення становить 7525 осіб (2017).

## Географія

### Клімат
| Клімат Зауральського      | Клімат Зауральського | Клімат Зауральського | Клімат Зауральського | Клімат Зауральського | Клімат Зауральського | Клімат Зауральського | Клімат Зауральського | Клімат Зауральського | Клімат Зауральського | Клімат Зауральського | Клімат Зауральського | Клімат Зауральського | Клімат Зауральського |
| Показник                  | Січ.                 | Лют.                 | Бер.                 | Квіт.                | Трав.                | Черв.                | Лип.                 | Серп.                | Вер.                 | Жовт.                | Лист.                | Груд.                | Рік                  |
| Середній максимум, °C     | −12                  | −10,2                | −2,3                 | 9,7                  | 18,8                 | 23,6                 | 25,2                 | 22,6                 | 16,6                 | 6,5                  | −2,9                 | −8,8                 | 7                    |
| Середня температура, °C   | −16,1                | −14,8                | −7,2                 | 4,4                  | 12,3                 | 17,2                 | 19,3                 | 16,6                 | 11,1                 | 2,5                  | −6,5                 | −12,6                | 2                    |
| Середній мінімум, °C      | −20,1                | −19,4                | −12,1                | −0,9                 | 5,8                  | 10,9                 | 13,5                 | 10,7                 | 5,6                  | −1,4                 | −10                  | −16,3                | −2                   |
| Норма опадів, мм          | 20                   | 16                   | 15                   | 28                   | 43                   | 59                   | 88                   | 54                   | 39                   | 37                   | 27                   | 24                   | 450                  |
| ------------------------- | -------------------- | -------------------- | -------------------- | -------------------- | -------------------- | -------------------- | -------------------- | -------------------- | -------------------- | -------------------- | -------------------- | -------------------- | -------------------- |
| Джерело: climate-data.org |                      |                      |                      |                      |                      |                      |                      |                      |                      |                      |                      |                      |                      |

## Історія
Від 1931 року належить до Єманжелинського району Челябінської області.
Згідно із законом від 28 жовтня 2004 року органом місцевого самоврядування є Зауральське міське поселення.

## Населення
| 1938  | 1964  | 1970  | 1979  | 1983  | 1989  | 1995  |
| ----- | ----- | ----- | ----- | ----- | ----- | ----- |
| 966   | ↗5200 | ↘4426 | ↗6012 | ↗6191 | ↗7926 | ↘7700 |
| 2002  | 2005  | 2006  | 2007  | 2008  | 2009  | 2010  |
| ↗7834 | ↗7995 | ↗8238 | ↘7676 | ↗7839 | ↗8144 | ↘7884 |
| 2011  | 2012  | 2013  | 2014  | 2015  | 2016  | 2017  |
| ↘7882 | ↗7906 | ↘7880 | ↘7875 | ↘7783 | ↘7642 | ↘7525 |